# Katmandu

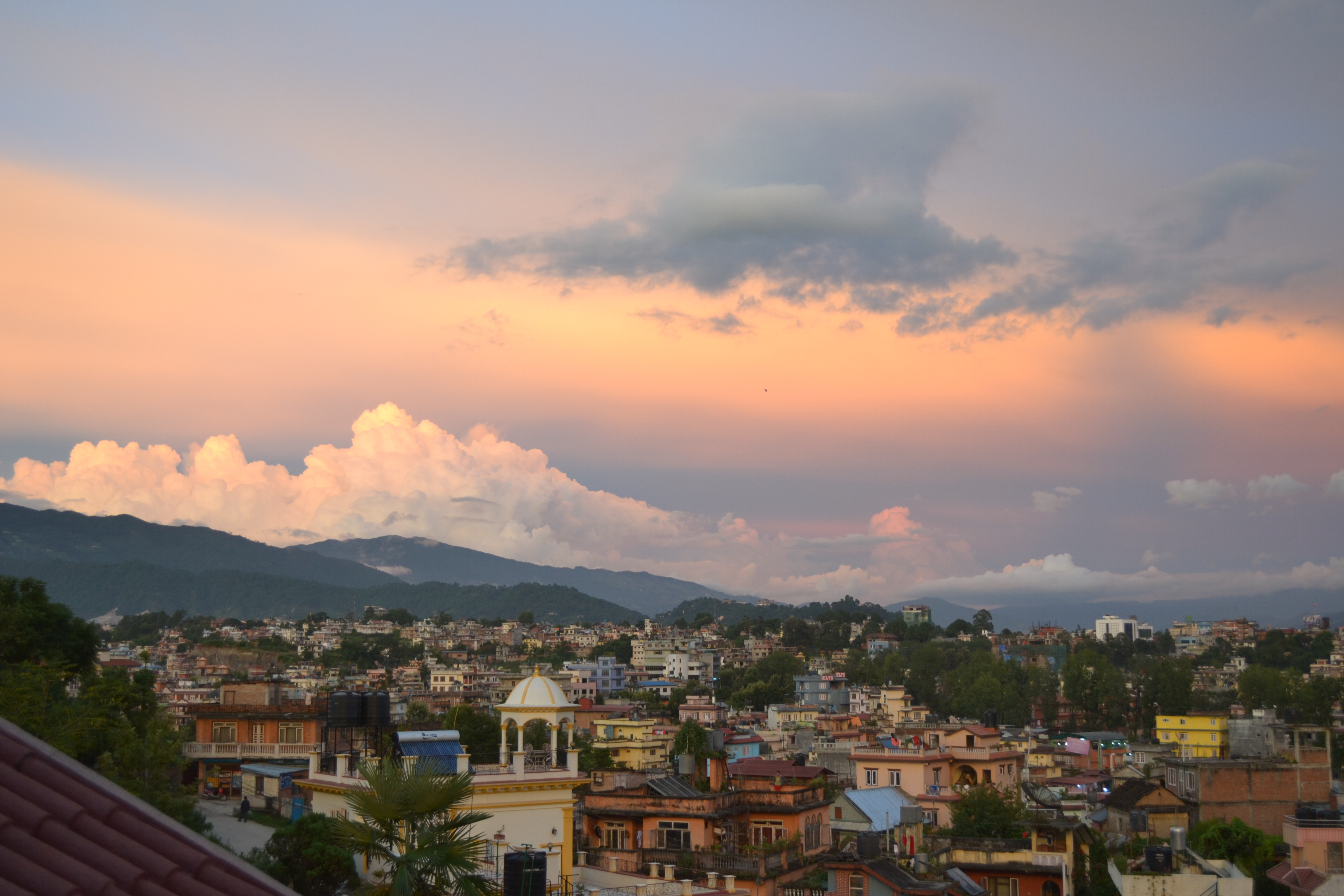
Panorama miasta

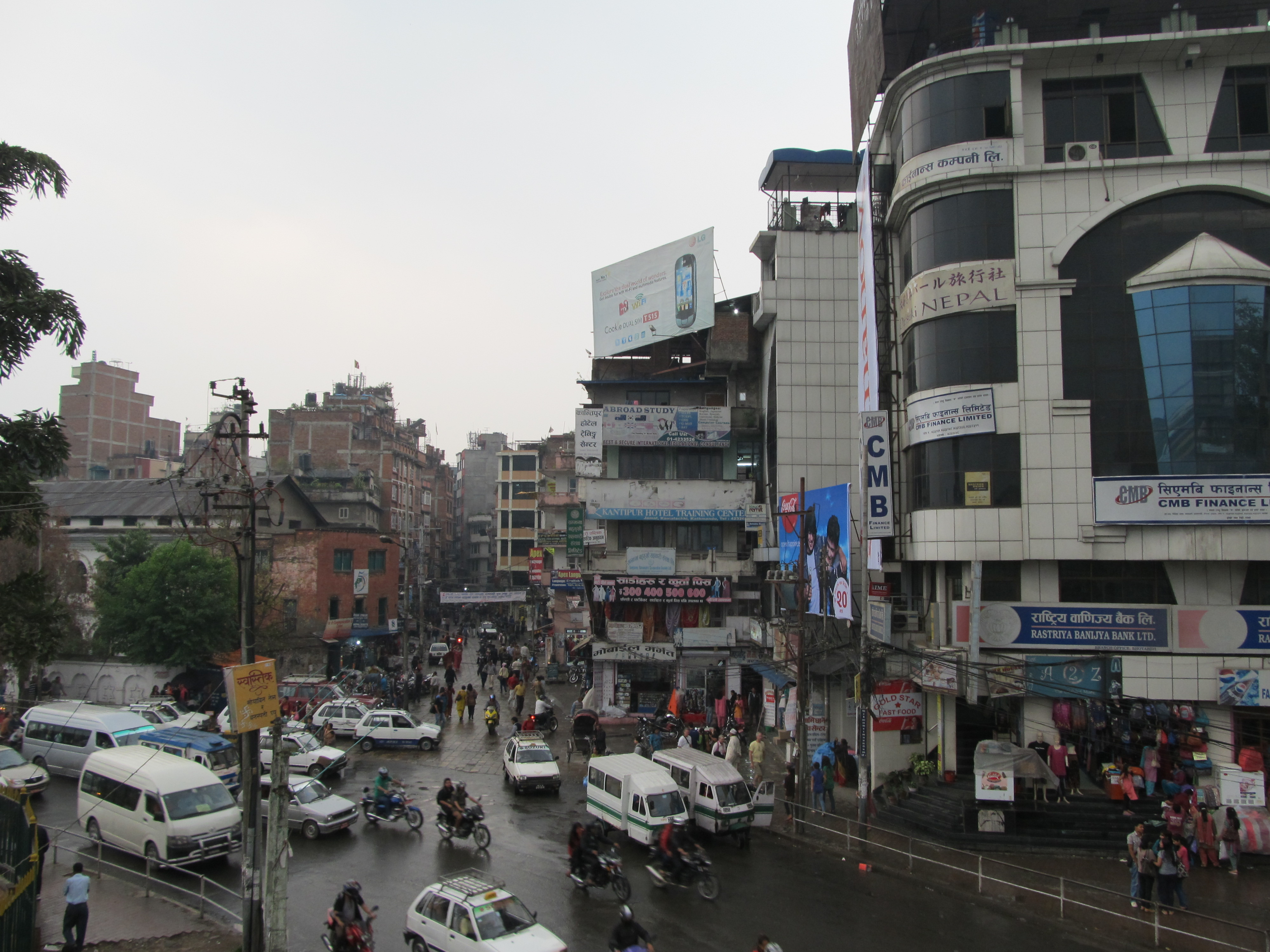
Jedna z ulic w Katmandu

Katmandu (nep. काठमाडौं, wym. w IPA: kaʈʰmaɳˈɖu, trl. Kāṭhmāḍauṁ, Kāṭhmāṇḍū, trb. Kathmadaum, Kathmandu) – stolica Nepalu położona w środkowej części kraju, w Dolinie Katmandu, nad rzeką Bagmati.
Wraz z miastami Patan i Bhaktapur tworzy aglomerację liczącą powyżej miliona mieszkańców. Miasto ograniczają rzeki – od zachodu Bishumati, a od południa i wschodu Bagmati.
Katmandu zostało założone w 723 roku przez króla Gunakamadevę.
Miasto jest głównym ośrodkiem przemysłowym w kraju, najważniejsze to przemysł włókienniczy, spożywczy, drzewny, materiałów budowlanych i obuwniczy. Międzynarodowy port lotniczy Tribhuvan International Airport. Uniwersytet (Tribhuvan University of Nepal) zlokalizowany jest w Kirtipur.
Połączenie drogowe z Birgańdź (na granicy z Indiami) i Kodari (przy granicy z Chinami); koleją linową z Hetauri.
Stare miasto znane jest z hinduistycznych i buddyjskich świątyń. Do najważniejszych zabytków należą Katmandu Durbar Square (m.in. pałac królewski Hanuman Doka), Patarn Durbar Square, Bhaktapur oraz stupy Swayambhu i Bodnath. Większość turystów zamieszkuje w dawnej handlowej dzielnicy Thamel, pełnej hoteli w różnym standardzie, restauracji, sklepów z pamiątkami oraz ekwipunkiem turystycznym.
W Dolinie Katmandu znajduje się siedem obiektów zamieszczonych na liście światowego dziedzictwa UNESCO.
25 kwietnia 2015 miasto zostało zniszczone przez trzęsienie ziemi o sile 7,9 w skali Richtera. W wyniku wstrząsów zniszczeniu uległo wiele cennych zabytków, w tym m.in. średniowieczny kompleks religijny Swayambhunath znany jako "Świątynia Małp", wieża Dharahara czy pagody w kompleksie pałacowym Hanuman Dhoka.

## Obiekty sakralne

### Hinduistyczne
Najsłynniejszą świątynią hinduistyczną jest Paśupatinath Mandir, kompleks obiektów śiwaickich na brzegu rzeki Bagmati we wschodniej części miasta. Kompleksy hinduistycznych świątyń znajdziemy na Katmandu Durbar Square, Patan Durbar Square oraz Bhaktapur Durbar Square.

### Buddyjskie
Stupy: Swayambhunath Stupa, Bodnath

## Miasta partnerskie
- Eugene,
- Matsumoto,
- Xi’an,
- Rangun,
- Mińsk,
- Pjongjang.